# 圣马丹德瓦尔加尔格
圣马丹-德瓦尔加尔格（法語：Saint-Martin-de-Valgalgues，法語發音：[sɛ̃ maʁtɛ̃ də valɡalɡ]）是法国加尔省的一个市镇，属于阿莱斯区。

## 地理
圣马丹-德瓦尔加尔格（44°9'47"N, 4°4'56"E）面积13.11 平方千米，位于法国奧克西塔尼大區加尔省，该省份为法国南部沿海省份，南端濒地中海，北起顺时针与阿尔代什省、沃克吕兹省、罗讷河口省、埃罗省、阿韦龙省和洛泽尔省接壤。
与圣马丹-德瓦尔加尔格接壤的市镇（或旧市镇、城区）包括：阿莱斯、桑德拉斯、拉瓦勒普拉代勒、圣于连莱罗西耶、圣普里瓦德维约、莱萨勒迪加尔东。
圣马丹-德瓦尔加尔格的时区为UTC+01:00、UTC+02:00（夏令时）。

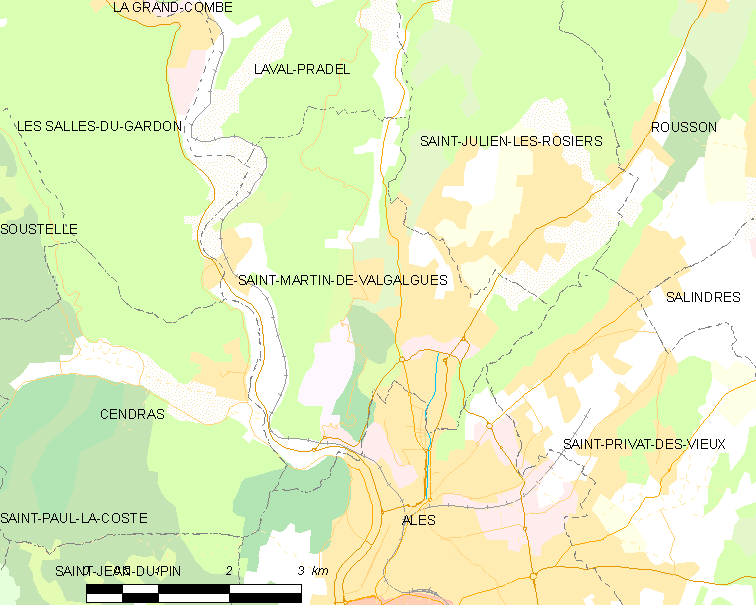
圣马丹-德瓦尔加尔格的OSM定位图

## 行政
圣马丹-德瓦尔加尔格的邮政编码为30520，INSEE市镇编码为30284。

## 政治
圣马丹-德瓦尔加尔格所属的省级选区为阿莱斯第二县。

## 人口

1962-2008年间圣马丹-德瓦尔加尔格人口变化图示

圣马丹-德瓦尔加尔格于2022年1月1日时的人口数量为4721人。